# 心理学
心理学（、英: psychology）は、心と行動を研究する学問である。そのアプローチ(取り組み)としては、行動主義のように行動や認知を客観的に観察しようとするものと、一方で、主観的な内面的な経験を理論的な基礎におくものとがある。研究法を質的研究と量的研究とに大別した場合、後者を主に学ぶ大学では、理数系学問として心理学を位置付けている。端的な例は神経心理学、生理心理学、進化心理学、数理心理学、計算心理学等。
起源は哲学をルーツに置かれるが、近代の心理学としては、ドイツのヴィルヘルム・ヴントが「実験心理学の父」と呼ばれ、アメリカのウィリアム・ジェームズも「心理学の父」と呼ばれることもある。心理学の主な流れは、実験心理学の創設、精神分析学、行動主義心理学、人間性心理学、認知心理学、社会心理学、発達心理学である。差異心理学は人格や知能、性などの統計的な研究する。
20世紀初頭には、無意識と幼児期の発達に関心を向けた精神分析学、学習理論をもとに行動へと関心を向けた行動主義心理学とが大きな勢力であったが、1950年代には行動主義は批判され認知革命がおこり、21世紀初頭において、認知的な心的過程に関心を向けた認知心理学が支配的な位置を占める。
現代の心理学の停滞は、「心」という働きと、「神経」という物質的構造を混同した、ドイツのヴィルヘルム・ヴントに端を発しているとも言われている。このことが、心理学を複雑化させ停滞させている主な要因だとの見解も存在する。

## 語源と定義
語源は、心や魂を意味する古代ギリシア語のプシュケー（ψυχή ）と、研究や説明を意味するロギアとでの、プシューコロギア（psychologia）である。
現在の心理学の用語の意味は、心理学の教材である『ヒルガードの心理学』では「行動と心的過程についての科学的学問」とされ、2012年の『心理学大図鑑』では「心や行動の科学を研究する」という意味であるとされる。アメリカ心理学会（APA）は「心と行動の研究」と定義している。
ギリシャ文字の『Ψ』を心理学の象徴として、しばしば用いる。

## 分類
大きくは、基礎心理学と応用心理学に大別される。

### 基礎心理学
科学的経験主義の立場から観察・実験・調査等の方法によって一般法則の探求を推し進める。
基礎心理学の下位分類
- 一般心理学（標準心理学）
- 知覚心理学
- 認知心理学
- 学習心理学
- 発達心理学
  - 乳幼児心理学
  - 児童心理学
  - 青年心理学
  - 老年心理学
- 人格心理学
- 異常心理学
- 社会心理学
- 比較心理学
- 深層心理学
- 生理心理学
- 神経心理学
- 言語心理学
- 計量心理学
- 数理心理学
- 生態心理学
- 色彩心理学（英語版）
- 自己心理学

### 応用心理学
基礎心理学の知見を活かして現実生活上の問題の解決や改善に寄与する。
応用心理学の下位分類
- 臨床心理学
- 教育心理学
- 学校心理学
- 産業心理学
- 産業保健心理学
- 犯罪心理学
- 法廷心理学
- 災害心理学
- 家族心理学
- 交通心理学
- 観光心理学
- スポーツ心理学
- 軍事心理学
- 環境心理学
- 経済心理学
- 恋愛心理学
- サイバー心理学（英語版） ‐ デジタル技術・IT技術で起きる現象と人間心理との相互作用を研究する学問[7]。

## 歴史

### 永遠の哲学
文字が発明される以前から伝承されるヴェーダは、直接的に感覚する経験を対象とし、自己の内的な観察を極度に純化させ、智慧と呼ばれる精神の状態を目指した。主に東洋に広く存在する心理学である。1980年代以降に、トランスパーソナル心理学が研究対象としている。
この流れにない西洋の心理学の伝統は、外側から様々な対象を理性的に観察することによって法則性を見出すといった、実験主義的なものである。

### ギリシャ哲学からの起源
1912年の大槻快尊の『心理學概論』では、古くはタレスの哲学でも心について付言されているが、心理学の開祖と呼べる哲学者は「心は脳髄にあり」と述べたアリストテレスであり、哲学から心理学へ独立した学問へと小径を開いたのはルネ・デカルトであり、そして、心理学という全く別の学問を成立させたのはジョン・ロックであると云ってよい、としている。
紀元前4世紀にアリストテレスは『ペリ・プシュケース（Περὶ Ψυχῆς）』（『心について』『霊魂論』）にて、血流と怒りが無関係ではないことから、心身不分離とした。
それに対し、後の17世紀にルネ・デカルトは心身二元論(実体二元論)を提唱し、「魂は非物質的で身体は物質的だが、動物精気というもので身体を機械的に動かしている」とした。デカルトは、「動物は反射によって動く機械でしかない」としたが、現在では遺伝や感覚の研究によって、動物も意識を持っていると考えられている。
ジョン・ロックは、ニュートン物理学の登場によって、分子から成り立つ物質と、心的なイメージを成り立たせる感覚と、不滅の魂を仮定した。

### 心理学の創成期
18世紀には、ドイツのフランツ・アントン・メスメルが、動物磁気説による治療行為を行い、1779年に『動物磁気の発見と回想』を出版し、後の催眠へとつながっていった。心理療法におけるラポールの概念などもこの流れで生まれた。
1870年代には、ドイツのヴィルヘルム・ヴントと、アメリカのウィリアム・ジェームズは、心理学の研究室を設け、心理学の諸理論を提唱した。ドイツのヴィルヘルム・ヴントが実験心理学の父と呼ばれ、アメリカのウィリアム・ジェームズも心理学の父と呼ばれることもある。
ヴントは1879年にライプツィヒ大学に研究室を創設し、彼の言う実験心理学とは、内観として自己観察的な思考や感情の出来事を記録することであった。
ジェームズは1875年にハーバード大学にて講義をはじめた。内省や哲学に基づいたアプローチで心理学に接近した。1890年にはジェームズが大著『心理学原理』を公開し、その2年後にはこれを短縮した『心理学要論』が公開され教科書として広まった。1892年には、アメリカ心理学会が、ウィリアム・ジェームズの心理学を元にして設立される。
1880年代には、フランスのエミール・クーエが偽薬効果についての『自己暗示』を出版する。1900年には、ドイツのウィーンで、神経症とヒステリーの研究を行っていたジークムント・フロイトは、人々は無意識の影響を受けて行動しているという理論を公表する。

### 精神分析
1885年には、ジークムント・フロイトはパリに行き、催眠によってヒステリー患者を治療しようとしていたシャルコーの下で学び、同僚と共に1893年に『ヒステリー研究』出版したが、その限界を感じ自由連想法を用い始めた。1894年以降、フロイトは精神分析学の基礎となる理論を発見し、1900年には『夢判断』を出版してその初期の理論を公開し、1902年には、ウィーンの医者が群れとなって精神分析学研究のセミナーに参加し比較的短期間で世界規模となる。最初の国際精神分析学会は1908年、最初の『国際精神分析学雑誌』は1909年に出版されたが、追従者のアドラーは1910年に、ユングは1913年にはフロイトの下を離れていった。アルフレッド・アドラーは1910年には国際精神分析学会の会長にも推薦されていたが、フロイトのリビドー（性欲）の理論を受け入れず、翌年には個人心理学会を設立した。1916年までは精神分析学の研究はドイツ語圏に限られており、アメリカやイギリスに飛び火したのは、1918年以降であり、1920年には『精神分析学入門』が翻訳され読者を広く読者を得、ニューヨークの研究所は1931年に開設された。
娘のアンナ・フロイトは自我心理学を提唱した。フロイトに師事したカール・グスタフ・ユングは分析心理学を提唱、ユング心理学はユング派としてアメリカでプロセス指向心理学などを生んだ。この時代には、フロイトや現象学の影響をうけたルートヴィヒ・ビンスワンガーの現存在分析、 ヴィクトール・フランクルによるロゴセラピーがある。対人関係療法は、新フロイト派とよばれるハリー・スタック・サリヴァンらの流れを組む。
イギリスではメラニー・クライン、ドナルド・ウィニコットらの対象関係論が展開し、アメリカでは対象関係論に影響をうけたオットー・カーンバーグが転移焦点化精神療法を考案した。
ハインツ・コフートは、自己愛性パーソナリティ障害の研究者として著名で、ウィーンの出身だが1964年にはアメリカ精神分析学会の会長も務めた。

### 行動主義の台頭と変容
心理学の第二世代として行動主義心理学が登場し、心理学を科学とみなすために行動を実験環境で観察し計測すると主張した。1913年のジョン・B・ワトソンの「行動主義の見地から見た心理学」は、心理学の方向転換のための行動主義宣言とされている。行動主義の基礎となるのは、行動を変化させる学習は、報酬と嫌悪刺激（罰）によって変化するという理論である。行動主義は、戦争をはさんだ軍事学的な統制にも用いられた。20世紀半ばには、アメリカでは精神分析と行動主義は2大勢力であった。
動物実験により1903年にはイワン・パブロフによる古典的条件づけが発表された。B.F.スキナーの表記でよく知られるバラス・スキナーは徹底的行動主義を推し進め、1938年にはオペラント条件づけの研究が盛んになった。治療に関しては、1960年にハンス・アイゼンクが『行動療法と神経症』を出版する。行動主義のその行きすぎた傾向においては、心という概念なしに客観的な心理学としての観察研究ができるとした。しかし報酬と罰が人間の学習の決定的条件であるとする行動主義は様々な矛盾に陥った。
動物行動学は学習された行動ではない本能の重要性を明らかにし、条件づけの概念に疑問を呈し、コンラート・ローレンツは孵化したガチョウが最初に見た動物を親として学習する刷り込みや、遺伝的にプログラムされた求愛といった行動パターンを明らかにした。スキナーへの反発から成る「認知の革命」は心的過程へと再び焦点を戻したが、その契機となったのはノーム・チョムスキーである。オペランド条件づけでは報酬と強化による結果として人間が言語を学習すると考えたが、ノーム・チョムスキーは言語は生得的な普遍文法に沿って獲得され、遺伝的な能力で成長と共に成長することを提唱した。

### 人間性の回復
第三の勢力は、人間性心理学である。1960年代には、人間性心理学が、自己実現理論を提唱したアブラハム・マズローらによって組織される。1942年に、カール・ロジャースが『カウンセリングと心理療法』を出版し、後に来談者中心療法と呼ばれ、さらに後期には人間中心アプローチと呼ばれることになる非指示的な理論を紹介した。ロジャースは、集団に対応させたエンカウンターグループも開発した。アメリカのビッグサーのエサレン協会を中心として、ニューエイジなどもくわわり、瞑想といった技法も研究されるようになった。ゲシュタルト療法は、エサレンを中心として発達した。
1969年にはトランスパーソナル心理学会が、LSDによる神秘体験を研究していたスタニスラフ・グロフと、上記人間性心理学のアブラハム・マズローによって設立される。瞑想などの伝統技法は第3世代の認知行動療法に影響した。

### 行動から認知へ
1967年にナイサーが情報処理の理論を取り入れた『認知心理学』という著作を公開し新しい時代を形作っていった。観察研究ができない精神分析の無意識と、行動主義の、行動および報酬と罰にしか焦点を当てない心理学ではなく、思考などの観察可能な認知に焦点を当てた手法が登場した。
アルバート・バンデューラは1977年に『社会的学習理論』を出版し、報酬や罰による誘導がなくても、他者の観察を通して単に真似することで学習するというモデリングの理論を唱えた。エドワード・L・デシは、自己決定理論を提唱し、自らがそれを行いたいから行動するようになるという自律性や内発的動機の理論を提唱した。マーティン・セリグマンは当初、回避できない罰を与えられた場合の学習性無力感の研究者であったが、次第にポジティブな学習に言及することが増え、ポジティブ心理学を1990年代に提唱する。

### 現状
21世紀初頭において、認知的な心的過程に関心を向けた認知心理学が支配的な位置を占める。

## 学際
その研究領域は広範囲に及ぶため、隣接する他の学問との相互連携が多様な形で行なわれてきた。これは学際という状態である。例えば、心理学では仮説の域を超えられなかったものが、神経科学や脳科学の知見によってその妥当性が検証できるのではないかという期待がある(神経心理学等)。ヒューマンエラーについての知見が、人間工学分野で取り入れられたりするなどの試みがある。プロスペクト理論などの行動経済学も盛んに研究されている。こうした動きは今後も加速すると思われる。

### 生理学からの発展
脳を損傷すると精神機能に異変が生じる事から、「脳が感情や思考などの精神現象を生み出す中枢である、とみなし、脳を構成する神経系を調べることで精神現象を解明できる可能性がある」との発想が生まれた。これは、古くはデカルトが心身合一の問題として言及しているが、実験的に調べられるようになったのは19世紀以降である。
19世紀のポール・ピエール・ブローカやカール・ウェルニッケらの失語症と脳損傷の関係調査により、ブローカ野やウェルニッケ野などの言語中枢とされる脳部位 (言語野) が推定された。この研究により、言語を扱う精神機能が脳という生理学的土台によって生じることが明らかにされた。脳損傷と精神機能失調との関係調査は20世紀初頭の第一次世界大戦以降、戦争で脳を損傷した患者の治療の過程で大きく進んだ。1960年代からは、CTにより脳血管障害患者の脳を非侵襲的に調べられるようになり、さらに進展した。
イワン・パブロフは1902年に唾液腺の研究過程で俗に「パブロフの犬」とよばれる条件反射を発見した。この研究を嚆矢として、正常な動物における生理的現象と精神現象の関係が論じられるようになった。この分野はパブロフの犬のような巨視的なものから薬物投与、神経細胞の分子生物学的解析など様々なものがあるが、全体的には神経細胞の振る舞いを調べるものが多い。
1936年にハンス・セリエは「各種有害作因によって引き起こされる症候群」を発表し、この有害作因がストレスという用語に変わり受け入れられていったが、ストレスを引き起こすものをストレッサーと呼んだ。1956年に、『現代社会とストレス』（The Stress of Life）を出版し一般向けに初めて概説した。
アショフらはドイツのマックスプランツ行動生理学研究所において、ヒトの睡眠と覚醒の概日リズムが昼夜の環境変化のない隔離室では25時間周期であり、24時間よりも1時間長く、深部体温や、コルチゾールやメラトニンといった体内ホルモンこのリズムに同調していることを見出した。
1960 - 70年代にかけて急速に進展した視覚伝導路の神経細胞の特性研究は知覚心理学に重大な影響を与えた。両者は視覚刺激を提示し反応を測定するという共通の手法を持ち、測定対象が神経細胞という微視的なものか、ヒトなどの動物全体という巨視的なものか、という点で違うと見ることもできる。海馬の神経細胞で発見された長期増強などのシナプス可塑性は、記憶の生理的基盤であると期待され、認知心理学に少なからぬ影響を与えた。
1980年代以降、神経活動を観測する脳機能イメージングの手法が発展するにつれて、脳機能局在論による神経機構の解明が試みられており、少なからず成功を収めている。その一方、こうした研究は現代的骨相学に陥る危険もはらんでおり、それを克服する試みとして計算論的神経科学などとの協力がある。神経機構の数理的解析は情報工学に影響を与えてもいる。

### 病理学からの発展
医学の分野において、精神疾患患者の治療という応用的な要請から、疾患の原因となる精神の構造の解明を試みる精神病理学が起こった。
- 精神分析
- 戦闘神経症

米国ではベトナム帰還兵の中に精神疾患となる人が多数出て社会問題となった。特に快楽殺人などセンセーショナルな事件が起こったため、広義の精神疾患が広く社会に認知されるとともに、「PTSD」などの概念が確立し、研究が急速に発展した。
1970年代より精神疾患に対する薬物療法の研究が進み、統合失調症・双極性障害に著効を顕した。これは神経細胞における受容体を介したシグナル伝達研究と並列に進展し、てんかん治療での外科的病巣切除とあわせて精神病理学を生理学と結びつける土台が作られた。
高齢化が現実の問題となった1980年代から1990年代以降、認知症に関する研究も数が多くなった。この分野でも神経の可塑性減少や細胞死など生理学的知見と密接に対応をつけた上で研究が進んでいる。

### 動物行動学からの発展
ヒト以外の動物の行動の研究である動物行動学は、実験心理学と手法の一部や生理学に対する関係を共有して発展してきた。特に（ヒトの）心理学（と動物の行動学）との対比において、「比較行動学」という訳語が当てられることもある。
狭義の動物行動学である、野外で野生の状態を観察する生態学については、心理学とは直接の関係を持たず、ヒトの機能の進化の過程における生態学的妥当性の検討、あるいは社会的行動の人間との対比において関連づけられる。
広義の動物行動学である、研究室内でラットやチンパンジーなどを用いる研究は心理学と密接な関係を持ち、多くの手法を共有する。こうした研究手法は他分野にも輸出され、医学などでも用いられるようになった。この分野はパブロフの条件反射研究に強く影響され発展してきたもので、動物の研究では古典的条件づけやオペラント条件づけの研究に発展し、ヒトを対象とした実験心理学でも内観法を徹底的に排除するなどの影響を与え、行動主義心理学と呼ばれる一派が成立した。ただしこのアプローチは極端であるとして、行動を重視する点では同様でもより生体の内部状態にも注目する新行動主義も出現した。現在の実験心理学の手法は基本的にこの影響下にあるものが多い。

### 言語学からの発展
ノーム・チョムスキーは経験主義や極端な行動主義を批判し、人間が言語を獲得できるのはそれに専門化された生得的な器官（言語獲得装置）を脳の中に持っているためだと主張した。チョムスキーに始まるこの議論は現在でも継続中であり、言語獲得と概念獲得は発達心理学の中心的なトピックである。

### 教育学からの発展
言語や思考の能力及びその成長発展を評価する必要から、現在の心理学の領域へと踏み込んだ。
- 知能指数

近年は、学童の精神保健に関する領域においても教育心理学の立場から扱われるが、前述の思考能力に関するものとは元々の系統が異なっていることに留意が必要である。
教育現場では、心理学を使ったコーチングを導入している学校もある。

### 情報科学との接近
脳を一種のコンピュータとみなし、精神を脳の機能として情報工学的に解析するという立場が現れた。認知心理学や計算心理学では、この立場をとる。
- 人工知能・ニューラルネット・遺伝的アルゴリズム・進化的計算・強化学習　など
- ドナルド・ヘッブ

## 誤解
「心理テスト、カウンセリング、サイコセラピーといった臨床領域が心理学研究の中心的課題である」とか、「カウンセラーや精神科医は皆、心理学の専門家である」といった、事実とは異なる認識が広く流布している。こうした通俗的な理解を、「ポピュラー心理学」ないし「通俗心理学」と呼ぶ事がある。「このような通俗的な理解・誤解が好まれ、広まる現象も、心理学に対する社会の要請の現われであるとして無視すべきでない」という意見もある。この現象自体が心理学や社会学の研究対象となっている。